# Garde du corps royale hongroise
La Garde du corps royale hongroise (Nemesi Testőrség en hongrois, königlich-ungarische Leibgarde en allemand) fut l'une des composantes de la Garde impériale autrichienne. 

## Historique
La Garde est créée par Marie-Thérèse, reine de Hongrie sous le nom de Garde du corps nobiliaire hongroise (en allemand : Ungarische Adelige Leibgarde ou encore Ungarische Nobelgarde ; en hongrois : Magyar Királyi Nemesi Testőrség  ; en latin : Regio-Hungarica nobili turma praetoriana) le 11 septembre 1760 à Vienne. Son siège historique se situait au numéro 7 de la Hofstallstraße dans le 7e arrondissement de Vienne et sa caserne, achetée par Marie-thérèse en 1760, était jusqu'en 1918 l'actuel Palais Trautson, vendu par l'État hongrois dans les années 1960. 

Créée comme un corps militaire, la Garde hongroise était soumise à la juridiction du Haut conseil de guerre (Hofkriegsrat). Ne devant pas excéder plus de 100 à 120 hommes, elle se composait exclusivement d'officiers noble hongrois. 
Sa mission originelle consistait dans le traitement du courrier diplomatique et dans l'escorte de l'impératrice Marie-Thérèse. Sa création répondait à un besoin de rapprochement entre Vienne et la noblesse hongroise et visait à cultiver dans l'esprit viennois les jeunes générations de la moyenne noblesse hongroise (középnemesség). Elle joua ainsi un rôle important dans le renouveau littéraire hongrois, mouvement inspiré des Lumières (Bessenvei)[réf. nécessaire]. Elle eut notamment dans ses rangs les poètes Mihály Csokonai Vitéz et Dániel Berzsenyi, les écrivains János Batsányi et Grégoire Bessenyi (en), le linguiste Ferenc Kazinczy et le général Artúr Görgey.
Contrairement aux Gardes d'autres États dynastiques (Gardes impériales du Premier et du Second Empire français, Garde impériale tsariste, etc.), la Garde hongroise n'était pas faite pour combattre. Sur les cinq petites unités, trois seulement auraient pu prétendre à une éventuelle action armée. Sa tâche était ainsi purement représentative. Elle était au sein la Garde impériale autrichienne la plus prestigieuse des Gardes et avait dans le service de Cour (Hofdienst) la responsabilité (Obersthofmeister) la plus élevée.
En 1810, la Garde hongroise est réformée est se compose de 183 hommes. Elle est dissoute le 14 janvier 1850 à la suite de la révolution hongroise de 1848. Recréée le 21 avril 1867 par décret royal de François-Joseph Ier, elle disparaît définitivement en 1918 avec l'effondrement de l'empire austro-hongrois. Elle se composait alors de quarante hommes environ.

## Correspondance des grades
La correspondance des grades entre la Garde hongroise et l'armée commune était la suivante:
- Le grade de Capitaine de la Garde hongroise (Gardekapitän) était assimilé à un grade supérieur à celui de général
- Le grade de Lieutenant-capitaine de la Garde (Gardekapitänleutnant) était assimilé à un grade supérieur à celui de général.
- Le grade de Premier-lieutenant de la Garde (Gardeoberleutnant) était assimilé à celui de Feldmarschallleutnant/Generalmajor
- Le grade de Lieutenant de la Garde (Gardeleutnant) était assimilé à celui de Generalmajor/colonel
- Le grade de sergent-major de la Garde (Gardewachtmeister) était assimilé à celui de major (commandant)
- Le grade de sergent de la Garde (Gardevizewachtmeister) était assimilé à celui de capitaine de 1re classe (Rittmeister 1. Kl.)
- Le grade de soldat de la Garde hongroise était assimilé à celui de capitaine/Premier-lieutenant

## Commandements[1]
- 1760-1763: général comte Lipót Pálffy (1716-1773).
- 1773-1787: général prince Nicolas Ier Joseph Esterházy
- 1787-1791: général comte Antal (hu) Károlyi (1732–1791)
- 1791-1794: prince Antal Esterházy (1738–1794)
- 1794-1798: général baron Mihály Splényi (hu)
- 1798-1833: général prince Miklós Esterházy (1765–1833)
- 1833-1840: général baron Ignác Splényi (1772-1840)[2]
- 1840-1848: général comte Ágoston (hu) Vécsey (1775-1857)
- 1867-1875: général comte Ferenc Haller (1796-1875)
- 1875-1887: général prince Alajos Esterházy (de) (1820-1887)
- 1887-1902: général comte András Pálffy (1887-1902)
- 1902-1912: général prince Ignaz von Fratricsevics (hu)
- 1912-1914: général baron Géza Fejérváry (1833-1914)
- 1914-1918: général comte Albert Lónyay (1850-1923)

Composition du commandement en août 1914:
- Capitaine de la Garde (Gardekapitän): General der Kavallerie Albert comte Lónyay
- Oberleutnant de la Garde (Gardeoberleutnant): Feldmarschalleutnant Anton marquis Pallavicini
- Lieutenant de la Garde et Commandant de la Maison (Gardeleutnant und Gardehauskommandant): colonel Albert Spányik von Dömeháza
- Sergent-majors de la Garde (Gardewachtmeister): lieutenant-colonel Georg Gaisia, commandant Eduard Schwarz, commandant Eugen Freiherr von Geyso

## Galerie

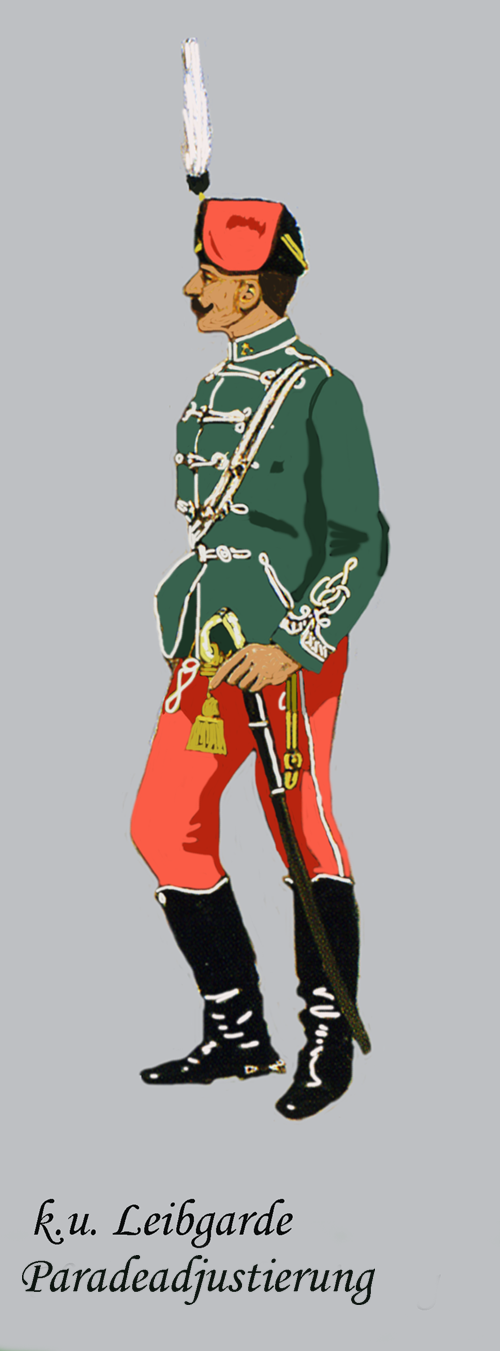
Garde du corps royale hongroise, tenue de parade
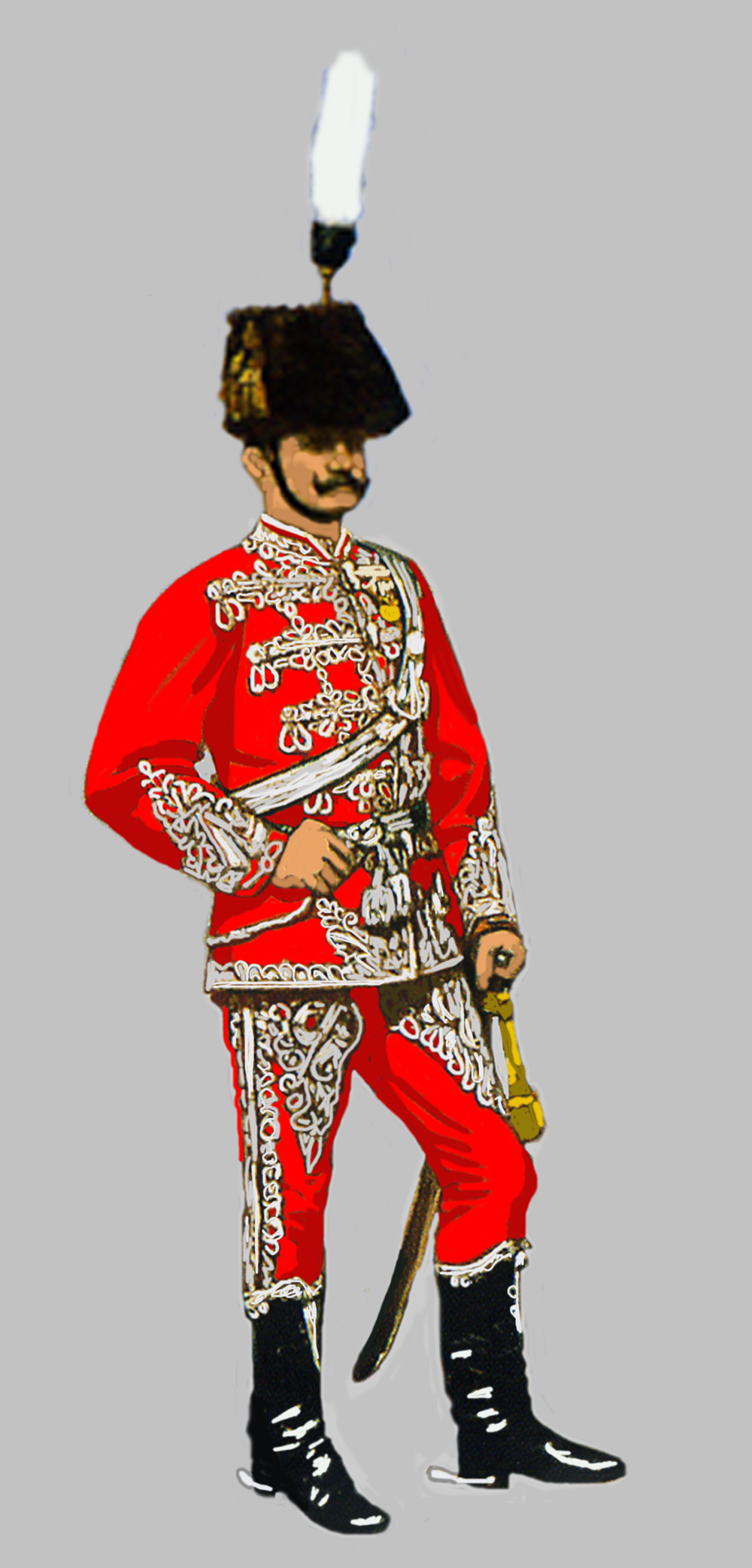
Garde du corps royale hongroise en service de Cour
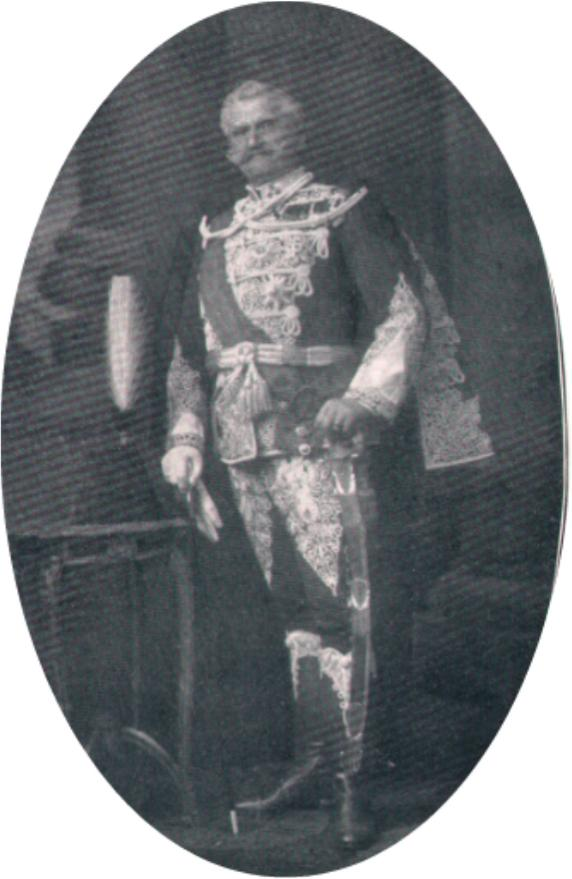
Le général baron Fejérváry en tenue de Capitaine de la Garde hongroise

## Littérature
- François II : Regulamentum pro Regio-Hungarica nobili turma praetoriana, Typis Ioannis Davidis Hummel, Vienne, 1795
- "Magyar nemesi testőrség iratai.doc" (en hongrois), du site "militaria.hu"